# Пісьменер
Пісьмене́р (рос. Письменер, марій. Письмэҥер) — присілок у складі Марі-Турецького району Марій Ел, Росія. Входить до складу Косолаповського сільського поселення.

## Населення
Населення — 58 осіб (2010; 71 у 2002).
Національний склад (станом на 2002 рік):
- росіяни — 68 %
- марійці — 32 %